# Alejandro Planchart
 (avril 2019).
Si vous disposez d'ouvrages ou d'articles de référence ou si vous connaissez des sites web de qualité traitant du thème abordé ici, merci de compléter l'article en donnant les références utiles à sa vérifiabilité et en les liant à la section « Notes et références ».
Alejandro Enrique Planchart est un musicologue chef d'orchestre et compositeur américano-vénézuélien né le 29 juillet 1935 à Caracas et mort le 28 avril 2019. 
Il est considéré comme l'un des grands spécialistes de la musique de Guillaume Dufay et de la musique de la fin du Moyen Âge et du début de la Renaissance.

## Biographie
Alejandro Planchart est né à Caracas au Venezuela et a déménagé aux États-Unis pour étudier à l'université Yale, où il a obtenu le diplôme de Mus.B. (1958) et Mus.M. (1960). Il a reçu son doctorat à l’université Harvard en 1971, avec une thèse sur la source manuscrite anglaise médiévale, le Tropaires de Winchester, devenue plus tard une étude en deux volumes avec édition. 
Il a enseigné à Yale pendant plusieurs années et a fondé Cappella Cordina, un ensemble de musique ancienne réunissant des étudiants de premier cycle, des étudiants diplômés et des membres de la communauté. En 1977, il intègre la faculté de l'université de Californie à Santa Barbara et y rétablit la Cappella. En 2006, il a été nommé professeur émérite de l'université de Californie. 
« Qui musicam in se habet » : Essais en l'honneur d'Alejandro Enrique Planchart, co-édité par Anna Zaruznaya, Bonnie Blackburn et Stanley Boorman, est publié par l'American Institute of Musicology en 2015. Après sa retraite, Planchart a continué de publier de nombreux articles et éditions scientifiques. Il est décédé le 28 avril 2019 à Santa Barbara en Californie.